# Olive Cotton

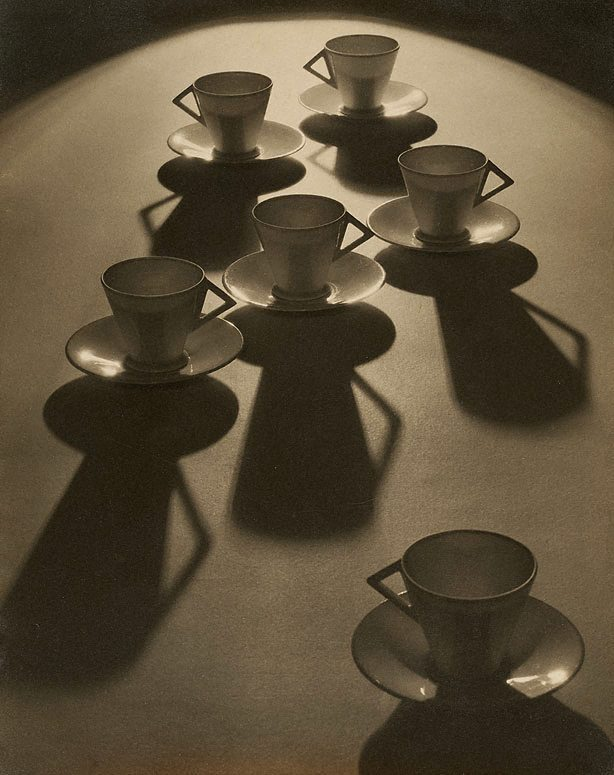
Tea cup ballet (Balet čajových šálků), 1935, protisvětlo vrhající stín směrem k divákovi vytváří dojem tance

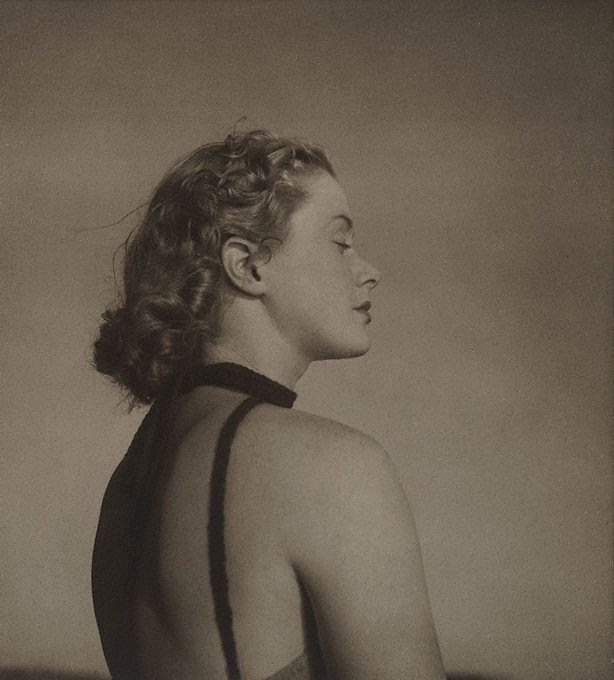
Only to taste the warmth, the light, the wind (Jen vnímat teplo, světlo, vítr), 1939

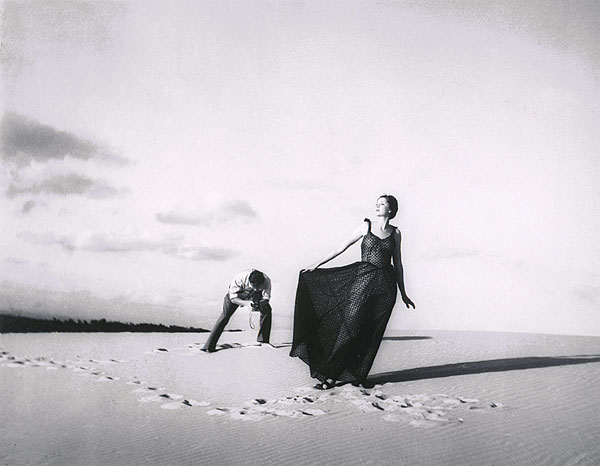
Fashion shot, Cronulla sandhills, módní fotografie, 1937

Olive Cotton (11. července 1911, Sydney – 27. září 2003, Cowra) byla průkopnice australské modernistické fotografie, aktivně působící v letech 1930 a 40 let v Sydney. Jako fotografka – žena – byla v Austrálii své doby přehlížena a její práce v Dupainově studiu bylo považována spíše za „uměleckou“ než za komerční. Její jméno se zapsalo do historie s retrospektivní a putovní výstavou o 50 let později v roce 1985. Kniha o jejím životě a díle vyšla v roce 1995. Cotton portrétovala svého přítele z dětství Maxe Dupaina například na snímku Fashion shot, Cronulla Sandhills, circa 1937. Byli spolu krátce oddáni v roce 1937.

## Mládí
Narodila se v roce 1911 jako nejstarší dítě do umělecké a intelektuální rodiny. Její rodiče, Leo a Florence jí věnovali základy hudby, spolu s politickým a sociálním povědomím.
Ve svých jedenácti letech dostala fotoaparát značky Kodak No.0 Box Brownie a se svým otcem zhotovili temnou komoru z prádelny. Zde zpracovávala své první filmy a zhotovovala své první nazvětšované černobílé snímky. O prázdninách v roce 1924 jeli s rodinou na pláž Newport Beach, Nový Jižní Wales, kde se setkala s Maxem Dupainem a stali se z nich přátelé sdílející vášeň pro fotografování. Fotografie She-oaks (1928) byla pořízena na pláži Bungan Beach právě v tomto období.
Cotton absolvovala střední školu Methodist Ladies' College, Burwood, New South Wales v Sydney od roku 1921 do 1929, získala stipendium a pokračovala na univerzitě University of Sydney, kterou dokončila v roce 1933 v oborech angličtina a matematika.

## Fotografie
Cotton se stala členkou klubu Sydney Camera Circle a společnosti Photographic Society of New South Wales, kde získávala rady a povzbuzení od řady významných fotografů, jako byl například Harold Cazneaux.
Její první fotografie, kterou vystavovala, nesla název „Dusk“ („Soumrak“) a bylo to na výstavě New South Wales Photographic Society’s Interstate Exhibition v roce 1932. Vystavovala často, její fotografie byly osobní, vnímala kvalitu světla ve svém okolí. Po univerzitě se zabývala fotografií společně se svým přítelem z dětství Dupainem v jeho novém studiu v ulici 24 Bond Street v Sydney. Studio navštěvovali jejich současníci včetně takových jako byli Damien Parer, Geoff Powell nebo Olga Sharpe.

### Klíčové snímky
Tea Cup Ballet (1935) byl fotografován ve studiu. Cotton při snímání využila protisvětlo, aby hluboké stíny směrem k divákovi lépe vyjádřily „tanec“ mezi tvary čajových šálků, podšálků a jejich stíny. Snímek se zúčastnil několika výstav, ale hlavně byl vystaven na Londýnském fotografickém salonu v roce 1935. Tímto snímkem si také zajistila renomé, byl přetištěn na poštovní známce připomínající 150 let fotografie v Austrálii v roce 1991. Stejná fotografie zdobí titulní stranu knihy Olive Cotton: Photographer, kterou vydala Národní knihovna Austrálie v roce 1995.
Fotografie Shasta Daisies (1937) a The Budapest String Quartet (asi 1937) byly součástí výstavy ve Victoriánském salonu Fotografické výstavy 1937.

## Výstavy
Mimo jiné byly její práce součástí těchto výstav:
- 1938 Commemorative Salon of Photography výstavu organizovala Photographic Society of NSW jako součást 150. oslav Australian 150th.
- 1938 Skupinová výstava Contemporary Camera Groupe, David Jones Gallery, Sydney.
- 1981 Australian Women Photographers 1890–1950 putovní výstava, kurátoři: Jenni Mather, Christine Gillespie a Barbara Hall.
- 1985 Olive Cotton Photographs 1924–1984 retrospektiva, Australian Centre for Photography, Sydney, putovní výstava po řadě míst NSW, Victoria and Queensland throughout 1986.

## Sbírky
- Australská národní galerie, Canberra
- Umělecká galerie Nového Jižního Walesu, Sydney
- Národní galerie Victoria, Melbourne
- Waverley City Council Collection, Melbourne
- Horsham Regional Art Gallery, Victoria